# Prizren (regio)
Prizren (Albanees: Rajoni i Prizrenit ; Servisch: Region Prizren) is een van de zeven statistische regio's waarin Kosovo verdeeld is. De regio heeft een geschatte bevolking van 426.000 inwoners (gegevens van 2008).

## Gemeenten
De regio Prizren bestaat uit de volgende gemeenten:
- Prizren
- Dragash
- Suharekë
- Malishevë

Mitrovicë/ Mitrovica · Prishtinë/Priština · Gjilan/Gnjilane · Pejë/Peć · Gjakovë/Đakovica · Prizren/Prizren · Ferizaj/Uroševac